# Atrionemertes greenlandica
Atrionemertes greenlandica är en djurart som tillhör fylumet slemmaskar, och som beskrevs av Senz 1993. Atrionemertes greenlandica ingår i släktet Atrionemertes, klassen Enopla, fylumet slemmaskar och riket djur. Inga underarter finns listade i Catalogue of Life.